# Silviu Lung (1956)
Silviu Lung (* 9. září 1956, Sânmiclăuş, Rumunsko) je bývalý rumunský fotbalový brankář a reprezentant. Mimo Rumunsko působil na klubové úrovni ve Španělsku v mužstvu CD Logroñés.
V roce 1984 se stal v Rumunsku fotbalistou roku.
Jeho syny jsou fotbalisté Silviu a Tiberiu.

## Klubová kariéra
- Victoria Carei 1971–1974
- FC Universitatea Craiova 1974–1988
- FC Steaua București 1988–1990
- CD Logroñés 1990–1991
- Electroputere Craiova 1991–1993
- FC Universitatea Craiova 1993–1994

## Reprezentační kariéra
Lung reprezentoval Rumunsko v mládežnické kategorii U21, v níž odchytal 6 zápasů. Rovněž nastupoval v rumunském olympijském výběru
V A-mužstvu Rumunska debutoval 21. 3. 1979 v přátelském zápase v Bukurešti proti reprezentaci Řecka (výhra 3:0).

Zúčastnil se EURA 1984 ve Francii a MS 1990 v Itálii.

## Úspěchy

### Klubové
FC Universitatea Craiova 
- 2× vítěz Ligy I (1979/80, 1980/81)
- 5× vítěz Cupa României (1976/77, 1977/78, 1980/81, 1982/83, 1992/93)

FC Steaua București 
- 1× vítěz Ligy I (1988/89)
- 1× vítěz Cupa României (1988/89)